# 小畑庸子
小畑 庸子（おばた ようこ、1933年11月29日 -  ）は歌人。歌誌「水甕姫路」主宰。

## 経歴
兵庫県生まれ｡1983年、歌誌「水甕」に入会、高嶋健一に師事。1998年、同誌選者。2007年、第29回姫路市芸術文化賞芸術賞を受賞。姫路歌人クラブ代表、兵庫県歌人クラブ幹事を務める。

## 著書
- 歌集『凍土』　文学圏社、1979年
- 歌集『双耳』　不識書院、1988年
- 歌集『木の扉』　不識書院、1991年
- 歌集『誰何の声』　不識書院、1995年
- 歌集『葛野』　不識書院、1999年
- 歌集『梧桐』　不識書院、2003年
- 『歌集 孤舟』角川書店〈21世紀歌人シリーズ〉、2006年3月1日。ISBN 4046218045。
- 『歌集 白い炎』865篇、角川学芸出版〈水甕叢書〉、2014年1月24日。ISBN 978-4046528131。
- 『歌集 球体の声』892篇、KADOKAWA〈水甕叢書〉、2017年11月25日。ISBN 978-4048764933。